# SNB 2012-2013 Alazanes de Granma

## Pretemporada
Los Alazanes de Granma para la temporada 2012-2013 de la Serie Nacional de Béisbol realizaron su entrenamiento en su sede el estadio Mártires de Barbados de la ciudad de Bayamo.
En su nómina que ha sido publicada en el periódico La Demajagua para la temporada sobresalen Alfredo Despaigne y Leandro Martínez, los que también son seleccionados del equipo Cuba que realiza una gira por Asia como preparación de cara al 3.er Clásico Mundial de Béisbol. También sobresale el regreso a la selección del receptor Carlos Barrabí y del torpedero Yordan Calaña.
En los entrenamientos con vistas a la serie se perfilan los detalles para lograr completar la nómina de los lanzadores abridores, cinco en total, pues ya se cuenta con Alberto Soto, Leandro Martínez y Ciro Silvino Licea (aunque este último aquejado de una dolencia lumbar), el completo lo pueden hacer Lázaro Blanco y César García (novato).
La selección ha realizado topes de preparación con otros conjuntos de la zona oriental del país, así como también participó en una copa realizada en la provincia de Las Tunas.

## Temporada regular
En la temporada regular de la LII Serie Nacional de Béisbol los 16 equipos participantes tienen una primera fase de 45 juegos de todos contra todos, pasando a la segunda etapa los primeros 8 equipos.
El equipo realiza su debut el martes 27 de noviembre en el estadio Mártires de Barbados frente al equipo Avispas de Santiago de Cuba.

### Primera fase
| Lugar | Equipo                      | JJ | JG | JP | .AVE | Dif. | Home Club | Visitante |
| ----- | --------------------------- | -- | -- | -- | ---- | ---- | --------- | --------- |
| 1     | Gallos de Sancti Spíritus   | 44 | 31 | 14 | .689 | -    | (16-8)    | (15-6)    |
| 2     | Elefantes de Cienfuegos     | 45 | 30 | 15 | .666 | 0.5  | (16-5)    | (14-10)   |
| 3     | Leones de Industriales      | 45 | 27 | 18 | .600 | 3.5  | (15-8)    | (12-10)   |
| 4     | Cocodrilos de Matanzas      | 45 | 27 | 18 | .600 | 3.5  | (15-9)    | (12-9)    |
| 5     | Piratas de la Isla          | 45 | 26 | 19 | .577 | 4.5  | (15-6)    | (11-13)   |
| 6     | Naranjas de Villa Clara     | 44 | 24 | 20 | .545 | 6.0  | (17-4)    | (7-16)    |
| 7     | Tigres de Ciego de Ávila    | 45 | 24 | 21 | .533 | 6.5  | (12-10)   | (12-11)   |
| 8     | Lobos de Pinar del Río      | 45 | 24 | 21 | .533 | 6.5  | (14-7)    | (10-14)   |
| 9     | Leñadores de Las Tunas      | 45 | 23 | 22 | .511 | 7.5  | (14-10)   | (9-12)    |
| 10    | Indios de Guantánamo        | 45 | 19 | 26 | .422 | 11.5 | (11-10)   | (8-16)    |
| 11    | Alazanes de Granma          | 45 | 19 | 26 | .422 | 11.5 | (13-11)   | (6-15)    |
| 12    | Avispas de Santiago de Cuba | 45 | 18 | 27 | .400 | 12.5 | (11-13)   | (7-14)    |
| 13    | Sabuesos de Holguín         | 45 | 18 | 27 | .400 | 12.5 | (13-11)   | (5-16)    |
| 14    | Huracanes de Mayabeque      | 45 | 18 | 27 | .400 | 12.5 | (11-10)   | (7-17)    |
| 15    | Ganaderos de Camagüey       | 45 | 17 | 28 | .377 | 13.5 | (10-11)   | (7-17)    |
| 16    | Cazadores de Artemisa       | 45 | 15 | 30 | .333 | 15.5 | (10-14)   | (5-16)    |

- Fuente: Béisbol Cubano

El equipo luego de un pésimo desempeño en el mes de enero, llegando a ser el equipo que más veces barrieron en la Serie Nacional no logra pasar a la segunda fase competitiva, pues solo los ocho primeros de la tabla general lo logran hacer.
En la segunda fase de la Serie los equipos clasificados pueden pedir refuerzos de los demás equipos por lo que algunos del roster ingresarán otras filas.

### Segunda fase
| Lugar | Equipo                    | JJ | JG | JP | .AVE | Dif. | Home Club | Visitante |
| ----- | ------------------------- | -- | -- | -- | ---- | ---- | --------- | --------- |
| 1     | Gallos de Sancti Spíritus | 44 | 30 | 14 | .681 | -    | (15-8)    | (15-6)    |
| 2     | Elefantes de Cienfuegos   | 45 | 30 | 15 | .666 | 0.5  | (16-5)    | (14-10)   |
| 3     | Industriales              | 45 | 27 | 18 | .600 | 3.5  | (15-8)    | (12-10)   |
| 4     | Cocodrilos de Matanzas    | 45 | 27 | 18 | .600 | 3.5  | (15-9)    | (12-9)    |
| 5     | Piratas de la Isla        | 45 | 26 | 19 | .577 | 4.5  | (15-6)    | (11-13)   |
| 6     | Naranjas de Villa Clara   | 44 | 24 | 20 | .545 | 6.0  | (17-4)    | (7-16)    |
| 7     | Tigres de Ciego de Ávila  | 45 | 24 | 21 | .533 | 6.5  | (12-10)   | (12-11)   |
| 8     | Lobos de Pinar del Río    | 45 | 24 | 21 | .533 | 6.5  | (14-7)    | (10-14)   |

- Fuente: Béisbol Cubano

## Record vs. Oponentes
| Equipo                      | PRI | IJV | MAY | IND | ART | MTZ | VCL | CFG | SSP | CAV | CMG | LTU | HOL | GRA | SCU | GTM | Record |
| --------------------------- | --- | --- | --- | --- | --- | --- | --- | --- | --- | --- | --- | --- | --- | --- | --- | --- | ------ |
| Lobos de Pinar del Río      | -   | 1-2 | 2-1 | 1-2 | 2-1 | 2-1 | 1-2 | 2-1 | 1-2 | 1-2 | 3-0 | 0-3 | 3-0 | 3-0 | 2-1 | 0-3 | 24-21  |
| Piratas de la Isla          | 2-1 | -   | 2-1 | 2-1 | 2-1 | 0-3 | 3-0 | 0-3 | 1-2 | 2-1 | 2-1 | 2-1 | 3-0 | 2-1 | 1-2 | 2-1 | 26-19  |
| Huracanes de Mayabeque      | 1-2 | 1-2 | -   | 0-3 | 1-2 | 1-2 | 0-3 | 1-2 | 0-3 | 3-0 | 3-0 | 2-1 | 1-2 | 1-2 | 1-2 | 2-1 | 18-27  |
| Industriales                | 2-1 | 1-2 | 3-0 | -   | 3-0 | 3-0 | 1-2 | 1-2 | 2-1 | 0-3 | 1-2 | 1-2 | 2-1 | 2-1 | 3-0 | 2-1 | 27-18  |
| Cazadores de Artemisa       | 1-2 | 1-2 | 2-1 | 0-3 | -   | 1-2 | 2-1 | 0-3 | 0-3 | 3-0 | 1-2 | 0-3 | 1-2 | 1-2 | 0-3 | 2-1 | 15-30  |
| Cocodrilos de Matanzas      | 1-2 | 3-0 | 2-1 | 0-3 | 2-1 | -   | 2-1 | 2-1 | 1-2 | 1-2 | 1-2 | 2-1 | 3-0 | 3-0 | 2-1 | 2-1 | 27-18  |
| Naranjas de Villa Clara     | 2-1 | 0-3 | 3-0 | 2-1 | 1-2 | 1-2 | -   | 0-3 | 2-0 | 1-2 | 2-1 | 2-1 | 0-3 | 3-0 | 2-1 | 3-0 | 24-20  |
| Elefantes de Cienfuegos     | 1-2 | 3-0 | 2-1 | 2-1 | 3-0 | 1-2 | 3-0 | -   | 1-2 | 2-1 | 2-1 | 1-2 | 2-1 | 3-0 | 2-1 | 2-1 | 30-15  |
| Gallos de Sancti Spíritus   | 2-1 | 2-1 | 3-0 | 1-2 | 3-0 | 2-1 | 0-2 | 2-1 | -   | 1-2 | 3-0 | 3-0 | 2-1 | 1-2 | 3-0 | 2-1 | 30-14  |
| Tigres de Ciego de Ávila    | 2-1 | 1-2 | 0-3 | 3-0 | 0-3 | 2-1 | 2-1 | 1-2 | 2-1 | -   | 3-0 | 1-2 | 2-1 | 2-1 | 1-2 | 2-1 | 24-21  |
| Ganaderos de Camagüey       | 0-3 | 1-2 | 0-3 | 2-1 | 2-1 | 2-1 | 1-2 | 1-2 | 0-3 | 0-3 | -   | 2-1 | 1-2 | 0-3 | 3-0 | 2-1 | 17-28  |
| Leñadores de Las Tunas      | 3-0 | 1-2 | 1-2 | 2-1 | 3-0 | 1-2 | 1-2 | 2-1 | 0-3 | 2-1 | 1-2 | -   | 0-3 | 2-1 | 1-2 | 3-0 | 23-22  |
| Sabuesos de Holguín         | 0-3 | 0-3 | 2-1 | 1-2 | 2-1 | 0-3 | 3-0 | 1-2 | 1-2 | 1-2 | 2-1 | 3-0 | -   | 0-3 | 1-2 | 1-2 | 18-27  |
| Alazanes de Granma          | 0-3 | 1-2 | 2-1 | 1-2 | 2-1 | 0-3 | 0-3 | 0-3 | 2-1 | 1-2 | 3-0 | 1-2 | 3-0 | -   | 3-0 | 0-3 | 19-26  |
| Avispas de Santiago de Cuba | 1-2 | 2-1 | 2-1 | 0-3 | 3-0 | 1-2 | 1-2 | 1-2 | 0-3 | 2-1 | 0-3 | 2-1 | 2-1 | 0-3 | -   | 1-2 | 18-27  |
| Indios de Guantánamo        | 3-0 | 1-2 | 1-2 | 1-2 | 1-2 | 1-2 | 0-3 | 1-2 | 1-2 | 1-2 | 1-2 | 0-3 | 2-1 | 3-0 | 2-1 | -   | 19-26  |

- Fuente: Béisbol Cubano

## Resultado de los Juegos
| Leyenda | Leyenda                             |
| ------- | ----------------------------------- |
|         | Alazanes ganan                      |
|         | Alazanes pierden                    |
|         | Pospuestos                          |
| Bold    | Miembros del equipo de los Alazanes |